# Xã Walker, Quận Rush, Indiana
Xã Walker (tiếng Anh: Walker Township) là một xã thuộc quận Rush, tiểu bang Indiana, Hoa Kỳ. Năm 2010, dân số của xã này là 856 người.